# Han Jing (ambassadeur)
Han Jing is een Chinees diplomaat. Hij is sinds 2021 ambassadeur in Suriname.

## Biografie
Han Jing was in 2018 raadsman (counselor) voor het bureau voor Latijns-Amerika en de Caraïben van het ministerie van Buitenlandse Zaken van China. Sinds juni 2021 is zijn opvolging bekend van Liu Quan als ambassadeur in Suriname. Hij en Patty Chen, de ambassadeur van Suriname in China, presenteerden in juni 2021 ceremonieel de donatie van 100.000 BBIBP-CorV-vaccins van het merk Sinopharm, in de strijd tegen de coronacrisis in Suriname. Rond 10 augustus 2021 werd hij verwelkomd door vertegenwoordigers van de Chinese gemeenschap in Suriname.
Han Jing kondigde meermaals aan dat er een deal op komst was voor de grote schuld die tijdens de Bouterse-regering is ontstaan. Die liep van 450 miljoen US$ door een boeterente op tot in 2024 550 miljoen US$. Deze deal kwam er in de praktijk niet, ook niet tijdens een speciale reis naar China in 2024 van president Santokhi en minister Ramdin waarin de deal werd aangekondigd.
Op 23 augustus presenteerde hij zijn geloofsbrieven aan president Chan Santokhi. In juli 2024 nam hij afscheid. Hij werd op 4 november 2024 opgevolgd door Lin Ji.